# Franz Raveaux
Franz Raveaux (né le 29 avril 1810 à Cologne sous le nom de François Raveaux et mort le 13 septembre 1851 à Laeken près de Bruxelles) est un démocrate et révolutionnaire prussien qui devient connu dans tous les états allemands grâce à sa participation à la révolution de 1848.

## Jeunesse
Franz Raveaux est issu d'une famille républicaine. Son père Pierre Raveaux (né en 1774 à Autun et mort en 1851 à Cologne) est venu à Cologne en 1794 en tant que soldat professionnel et administrateur de magasins avec les troupes révolutionnaires françaises via Mayence et Bonn. Il y rencontre sa future épouse Anne Maria Maaß (née en 1776 à Cologne et morte en 1849), qu'il épouse à Bonn en 1797. Franz Raveaux est le quatrième de six enfants. Il est né au 6938½ Severinstraße (de) de Cologne (ancien monastère des Carmélites (de)). À l'adolescence il s'oppose aux formes d'école despotique lorsqu'il a fréquenté le lycée des Carmélites de Cologne à partir d'octobre 1820. En juillet 1823, il est expulsé de l'école en raison de son implication dans une bagarre avec un groupe d'artisans de Cologne et du tir d'une boîte à clés et échoue également dans la tentative subséquente d'obtenir son diplôme de l'école de peinture de Düsseldorf à partir de 1825. Il la quitte en décembre 1825.

## Soldat
Enfin, en 1829, Raveaux entre au service de l'armée prussienne, où il rejoint un régiment de dragons. Il s'y est heurté à ses supérieurs, ce qui conduit à une enquête préliminaire contre lui. Pour échapper à la menace d'une condamnation, Raveaux a déserté d'une détention provisoire de sept mois dans la forteresse militaire de Deutz pour se rendre en Belgique, où il a rejoint la révolution belge contre le royaume de Hollande en septembre 1830 et a combattu à Bruxelles pour la libération de la Belgique de la domination néerlandaise. En 1831, il se rend à Paris et s'engage dans la toute nouvelle Légion étrangère.
Avec cette dernière, il se rend en Espagne pour participer à la première Guerre carliste à partir de 1833. Au cours de cette guerre, il est fait prisonnier en 1835. À la fin de l'automne 1836, il retourne à Cologne, à propos de laquelle un espion de la police rédige un rapport pour la sûreté de l'État de Berlin. Selon ce rapport, Raveaux est arrivé à Cologne par bateau à vapeur depuis Mayence le 21 novembre 1836, en possession d'un passeport espagnol.

## Retour à Cologne
D'abord, il purge d'abord une peine de trois semaines parce qu'il avait déserté en 1830. Il s'est ensuite marié le janvier. Ensuite, le 5 octobre 1837, il épouse Brigitta Neukirchen (née le 28 décembre 1818 à Cologne-Deutz et morte le 3 octobre 1879 à Wiesbaden-Biebrich), la fille du marchand de porcelaine de Deutz. La nature, la durée et l'ordre des activités professionnelles de Raveaux au cours des prochaines années ne sont pas clairs. Apparemment, il essaye "avec l'aide de son beau-père ... (de) se lancer dans le commerce des  en porcelaine ... sans succès". Neukirchen donne finalement de l'argent à son gendre en 1837 pour un magasin de cigares au 78 Hohe Straße (de) (alors Hochstraße) de Cologne, qui  commence avec succès, mais fait faillite en 1838. Après cela, Raveaux travaille comme écrivain et éditeur  à la maison d'édition Greven (de), probablement à partir de 1840. À la fin de 1839, il s'installe à Blankenheim et y fonde une entreprise de mode, qui fait également faillite en 1841. Sa dispute persistante avec la bourgeoisie locale incite Raveaux à publier son premier pamphlet, Die Mayorahl zu Blankenheim, publiée anonymement en 1842 et écrit en vers de mirliton
À partir de l'été 1841, Raveaux travaille comme courtier en émigration dans l'Eifel et à Anvers, organisant le voyage des vignerons pauvres de l'Ahr aux États-Unis. L'activité initialement critiquée dans la littérature contemporaine est mise en perspective par les archives des archives principales de l'État de Coblence. En fait, Raveaux (et son partenaire Peter Josef Wichterich) a encouragé avec succès l'émigration de citoyens allemands en Amérique dans l'Eifel. e 13 juin 1842, ils font imprimer des pamphlets sur lesquels de nombreux émigrants confirment la bonne qualité du travail de médiation de Raveaux et Wichterich. Le 26 juin 1842, les "notes" sont découvertes par les autorités et une enquête est ouverte contre les deux signataires. Une plainte déposée le 30 juin 1842 contre Raveaux et Wichterich, qui sont désormais étroitement surveillés par les autorités afin de pouvoir prouver qu'ils ont commis des crimes, est rejetée. Dans l'ensemble, les enquêtes de police n'ont pas donné de résultats utiles, de sorte que les autorités (internes) n'ont plus accusé les deux personnes d'"incitation" à l'émigration. À 16 ans. Le 16 mars 1843, le haut président Eduard von Schaper écrit au gouvernement royal de Coblence qu'il n'est pas possible de prouver les violations de la loi par Raveaux et Wichterich.
En 1843, appauvri, Raveaux retourne à Cologne. Il y occupe le poste de rédacteur en chef du "Cölnische Anzeiger" édité par Greven. En janvier 1844, avec un prêt parental de 800 Thalers, il réussit à s'établir comme marchand de tabac et spéculateur immobilier dans la société de Cologne et obtient également un succès financier. Le magasin est situé à la meilleure adresse en 1845, la Hohe Strasse de Cologne. Raveaux dirige la boutique jusqu'en février 1849. Les autorités ont depuis longtemps identifié Raveaux comme un ennemi de l'État et commencent à le discriminer; mais cela ne diminue pas sa popularité. En 1844, il se fait remarquer pour la première fois lorsque, lors de l'élection du conseil d'administration de l'Association de Dombaufreunde, il met fin à la clique de Cologne  dans l'attribution des postes du conseil. Le 1er janvier 1844, il fait également partie de l'opposition dans la société du Grand Carnaval, lorsqu'il exige la majorité des voix pour l'élection du conseil d'administration et entre ainsi dans le «petit conseil». Il y est un adversaire du président conservateur Peter Leven. Initialement membre de l'ancien "Parlement de Hanswurstliche", l'orateur actif du carnaval Raveaux accuse sa société et clique et de préférer les riches et le despotisme, ce qui les laissent dans une querelle. Raveaux fonde avec les "chevaliers de fer" la nouvelle société "La jeune société"  en 1844 appelée également "Société générale du Carnaval". La cotisation à la société générale du carnaval, qui est exempte de fraude, est inférieure à celle de la société établie. Après la séparation en deux sociétés de carnaval, il y a deux défilés du lundi des roses à Cologne pendant deux ans. Une procession unifiée du lundi des Roses (de) a lieu en 1846 sous la devise «procession de la société générale du carnaval».

## Activité politique
Le 10 novembre 1844 Raveaux est élu au comité préparatoire de l'Association générale d'aide et d'éducation de Cologne, censée promouvoir le bien-être des «classes populaires». Raveaux ne réapparaît pas avant le 2 août 1846, lorsque Cologne célèbre les traditionnelles Martinskirmes. C'est une foire annuelle dans la vieille ville de Cologne, qui, en août 1846, donne lieu à des conflits entre l'État, la bourgeoisie aisée et l'Église catholique d'une part et la population plus pauvre d'autre part. Des citoyens rentrant chez eux calmement et non impliqués dans les émeutes sont persécutés et attaqués par la police et les soldats prussiens. Les émeutes sont déclenchées par des feux d'artifice interdits et des pierres lancées par des jeunes. Sept personnes sont blessées, certaines gravement, un compagnon tonnelier non impliqué est tué et est enterré en compagnie de 5 000 personnes au cimetière de Melaten en août 1846. Raveaux s'assure auprès du gouvernement de la ville que les soldats restent dans leur caserne. Sous la direction de Franz Raveaux, une milice citoyenne non armée est formée le 5 août 1846 pour protéger les citoyens.
Raveau résume les événements survenus dans la ville sous le 26 août 1846 dans un document de 88 pages. Il y décrit comment les forces de l'ordre ont tenté de réprimer la procession le deuxième jour de la foire, le 3 août 1846, sur le vieux marché. Selon Raveaux, ces interventions des forces de l'ordre sont à l'origine des graves émeutes du 4 août 1846 lorsque la police et les soldats occupent le vieux marché (de) vers 18 heures. Lorsque les pierres ont volé, les gens sont repoussés par la force des armes. En conséquence, des maisons sont saccagées par les soldats dans de nombreuses rues et les propriétés résidentielles des passants sont démolies. Raveaux est membre de la commission de reportage qui doit enquêter sur les incidents et en est nommé président. Cependant, le travail de la commission est entravé par une perquisition au domicile des membres le 25 août 1846, initiée par le procureur général Heinrich Karl Wilhelm Berghaus, au cours de laquelle les preuves recueillies sont confisquées. Les auditions d'environ 150 témoins menées par la Commission sont interprétées comme l'exercice de fonctions judiciaires.
Raveaux est élu à la quasi-unanimité au conseil municipal de Cologne le 14 octobre 1846.

## Intérêt pour le carnaval
Raveaux est considéré comme le fondateur du carnaval politique. Il plaide pour un "examen satirique de l'actualité" dans le carnaval.La fondation de la Société générale du carnaval en 1844, qui s'est séparée de la Société du carnaval de Cologne, soutenue par la haute bourgeoisie, ouvre le carnaval à une population plus large. Raveaux est également actif en tant qu'orateur de carnaval et écrit de petites pièces de théâtre qui sont jouées lors des réunions de la société de carnaval. La devise de sa société est «liberté et égalité dans la bêtise» dérivée de la devise de la Révolution française Liberté, Égalité, Fraternité. Cela est appelé dans l'original français "Liberté, Égalité, Fraternité", et de nombreux citoyens de Cologne scandent l'abréviation "ELF" pendant le carnaval comme une critique cachée des Prussiens.
Pour le 29 juin 1844, Franz Raveaux invite à une réunion de carnaval sur l'île rhénane de Nonnenwerth, suivie par une trentaine d'amis carnavaliers rhénans. En amont de l'événement, Raveaux a insisté sur le caractère apolitique de la réunion, "car les Rhénans ont horreur de la politique". Mais le «Coblenzer Anzeiger» met en garde: «Il se pourrait bien que d'autres sujets, tout à fait étrangers au carnaval, y soient abordés. La police avait empêché un événement plus important par ses mesures. L'inspecteur de police de Cologne Johann Nikolaus Brend'amour rapporte que la chanson «Hanswoosch hät sich emanzipeet, hä is jitz under mündig! «(Hanswurst s'est émancipé, il est maintenant majeur) est chanté. Raveaux réussit à organiser la procession du lundi des roses de Cologne de 1845 par sa Société générale du carnaval.

## Politique au Parlement de Francfort
Influencée par les événements en France, où le 24 février 1848, le roi de France Louis-Philippe d'Orléans est contraint d'abdiquer dans le cadre de la Révolution de février 1848, il y a de l'agitation dans toute la Rhénanie, les autorités réagissent nerveusement. La manifestation ouvrière de Cologne du 3 mars 1848 a fait une profonde impression sur l'opinion publique rhénane. L'action la plus spectaculaire de ce jour-là est une manifestation de 2 000 à 5 000 artisans et ouvriers venus du sud de Cologne qui ont défilé depuis la partie sud de Cologne jusqu'à l'hôtel de ville. Le Parlement de Francfort est en phase de planification, et doit être préparée par un pré-parlement. Raveaux est élu membre de ce parlement préliminaire le 26 mars 1848 à Cologne et aussi nommé par le conseil municipal le 13 avril 1848 à une commission pour l'organisation de la milice des citoyens de Cologne nouvellement créée; il y devient chef de la deuxième compagnie de citoyens.
Le 18 mars 1848, il se rend à Berlin avec une délégation du conseil et assiste à la répression sanglante du mouvement populaire. Du 18 mai 1848 au 18 juin 1849, il est membre du Parlement de Francfort, et également membre du Comité des cinquante jusqu'au 17 mai 1848.

### La motion Raveaux
La motion présentée par Raveaux à l'Assemblée nationale de Francfort le 22 mai 1848 soulève la question de savoir si le mandat des députés du Parlement de Francfort est compatible avec le mandat de l'Assemblée nationale prussienne - sans avoir à en discuter en commission. Le texte est le suivant : «L'Assemblée nationale devrait s'exprimer en faveur des députés de Prusse qui sont en même temps à l'Assemblée nationale à Francfort et est élu pour le Reichstag prussien, est libre d'accepter les deux élections ». Un ordre précédemment émis par le gouvernement prussien rejette cette compatibilité. Avec l'application, la question du pouvoir de décision législatif de la constitution de Francfort est soulevée dans les premiers jours des négociations de l'Assemblée nationale: l'Assemblée nationale est-t-elle autorisée à contester ou même à révoquer les décisions des gouvernements des différents États?
L'objectif de la motion est de reformuler les dispositions relatives aux constitutions dans les différents états et de les mettre ainsi en conformité avec les principes discutés à Francfort. Selon ce principe, les décisions décisives doivent être réservées au Parlement de Francfort et ne peuvent être contrecarrées par les parlements nationaux. En conséquence, un compromis est trouvé, selon lequel la législation constitutionnelle de l'Assemblée nationale doit primer sur les décisions des différents États, mais ne doit pas nécessairement les annuler
Dans le Parlement de Francfort, Raveaux est membre de nombreuses commissions.Dans le parlement croupion il estnommé commissaire du Reich en Bade. À 3. De retour à Cologne en août 1848, il est chaleureusement accueilli par la population; en septembre 1848, il se rend en Suisse comme envoyé de l'autorité centrale provisoire.

## Activités à partir de 1849
À partir de mai 1849, il prend une part active à la révolution badoise. Il est le commandant de la ville de Mannheim ainsi que le commissaire civil du commandant en chef des troupes révolutionnaires de Baden. Bien que Raveaux ait été élu par le parlement croupion le 6 juin 1849 comme l'un des cinq régents de l'empire (il est ici responsable de la guerre), il est contraint de fuir en Suisse en juin 1849 après sa défaite dans la révolution de Bade. Cependant, les autorités suisses ne veulent pas accorder l'asile aux chefs de la guerre civile du Bade-Palatinat. Le 16 juillet 1849 déjà, le Conseil fédéral suisse décide d'expulser tous les dirigeants politiques et militaires. Expulsé par les Confédérés le 30 juin 1849, il erre en France avec sa femme Brigitta entre 1849 et 1851 à la recherche d'un asile. Tous deux sont d'abord exilés à Strasbourg en octobre 1849. En septembre 1850, ils se retrouvent tous deux à Nancy, et le 6 janvier 1851, il arrive à Bruxelles. C'est là qu'il a trouvé sa dernière demeure à Laeken, près de Bruxelles.
Raveaux comprend la contre-révolution prussienne comme une haute trahison contre la première démocratie allemande. Mais la réalité est différente. Le 22 juin 1851, en l'absence de Raveaux, un mandat (d'arrêt) est émis contre lui à Cologne pour complot visant à renverser le gouvernement en place. L'Assisenhof (un tribunal avec jury) à Cologne le condamne à mort par contumace le 8 juillet 1851 pour "participation à l'insurrection de Baden ainsi que pour avoir assumé la régence du Reich" à Cologne, après quoi il est symboliquement exécuté le 11 juillet 1851 sur le vieux marché à Cologne.
Raveaux est également connu de ses célèbres contemporains dialectiques Friedrich Engels et Karl Marx - qui vivent temporairement à Cologne. Friedrich Engels écrit dans une lettre datée du 6 ou 7 mai 1851 à Karl Marx: «Pour cela, le grand Franz Raveaux ouvre à nouveau sa polémique d'indices avec M. Paul Franck et d'autres ânes dans la 'Kölnische Zeitung'. Il est de nouveau mûr pour être élu à la maison d'un imbécile national et pour dire: «Messieurs, la ville de Köllen a passé une belle journée! " 
Le 13 septembre 1851, Raveaux meurt de la tuberculose à Laeken, où il est également enterré. Sa veuve Brigitta se rend à Cologne après les funérailles pour la messe d'enterrement du 24 septembre 1851. Son beau-père, Pierre Raveaux, y passe les derniers jours de sa vie et meurt le 17 octobre 1851. Brigitta Raveaux reste dans sa ville natale jusqu'en juillet 1852. Après plusieurs escales, elle retourne à Bruxelles, où elle épouse l'ami de la famille, Johann Ludwig Ehrstein, en août 1853.
Jusqu'à sa mort, Franz Raveaux a composé des chants de carnaval subversifs, qu'il envoyait régulièrement à Cologne. En quelques années, Raveaux devient un héros folklorique de Cologne, un membre respecté du Parlement de Francfort et un stratège dans la campagne de constitution impériale.

## Raveaux comme homonyme
- Cologne-Ossendorf : Franz-Raveaux-Str.